# Sophie Scholl
Sophia Magdalena (Sophie) Scholl (Forchtenberg, 9 mei 1921 – München-Stadelheim, 22 februari 1943) was een Duitse studente en verzetsstrijdster in de Tweede Wereldoorlog.
Sophie Scholl, haar broer Hans Scholl, haar zusters Inge en Elisabeth en haar broer Werner werden christelijk-humanistisch opgevoed.
In 1942 ging zij in München biologie en filosofie studeren. Door haar broer Hans, die aan dezelfde universiteit de studie medicijnen volgde, leerde zij studenten kennen die het nationaalsocialisme afwezen. Zij ging deelnemen aan het verspreiden van pamfletten van de verzetsgroep Weiße Rose.
Pamfletten van de Weiße Rose werden vanuit München verspreid in Berlijn, Keulen, Stuttgart en Wenen. De Gestapo vermoedde intussen dat de pamfletten hun oorsprong vonden in studentenkringen in München. Een pamflet dat Londen had bereikt, werd daar in de herfst van 1943 in een grote oplage gedrukt en door Britse vliegtuigen over Duitsland afgeworpen. 
Op 18 februari 1943 werden Hans en Sophie Scholl bij het verspreiden van de pamfletten betrapt en overgeleverd aan de leiding van de universiteit. Met Christoph Probst, een ander lid van de groep, werden zij overgeleverd aan de Gestapo. Op 22 februari 1943 werd Sophie Scholl door nazi-rechter Roland Freisler tot de doodstraf veroordeeld, en nog dezelfde dag door middel van de guillotine geëxecuteerd.
De executie stond onder toezicht van Walter Roemer, de handhavingsleider van de rechtbank van München. Ambtenaren van de gevangenis, die later de scène beschrijven, benadrukten de moed waarmee ze naar haar executie liep. Haar laatste woorden waren:
"Hoe kunnen we verwachten dat gerechtigheid de overhand krijgt als er bijna niemand bereid is om zich individueel aan een rechtvaardige zaak over te geven? Zo'n fijne, zonnige dag, en ik moet gaan, maar wat doet mijn dood er toe, als door ons duizenden mensen worden gewekt en tot actie worden aangezet."
Het levensverhaal van Sophie Scholl is meermalen verfilmd. In 2005 kwam de film Sophie Scholl - die letzten Tage uit, die zich baseert op de verslagen van de verhoren van Sophie Scholl door de Gestapo. Deze film werd hoog onderscheiden met Duitse filmprijzen, waaronder de Zilveren Beer voor de beste actrice en de beste regisseur.